# El Cimarrón
El Cimarrón é uma junta de governo da Entre Ríos, na Argentina.